# ERC (logiciel)
Pour les articles homonymes, voir ERC.
ERC est un client IRC intégré à Emacs, et écrit en Emacs Lisp. Il est multi-plateforme.

## Caractéristiques
Il permet l'horodatage, le contrôle de flood, l'auto-complétion des pseudonymes et des commandes ainsi que la coloration syntaxique. Il permet de gérer des tampons différents pour les canaux utilisés et les serveurs. Il s'utilise depuis un tampon (buffer) d'Emacs avec la commande M-x ERC RET.

## Historique
ERC a d'abord été développé par Alexander L. Belikoff and Sergey Berezin. En 2006 son développement a été transféré de Sourceforge au projet GNU et définitivement incorporé à Emacs le 3 juin 2007 (version 22.1).

## Sources
- (en) Cet article est partiellement ou en totalité issu de l’article de Wikipédia en anglais intitulé « ERC (software) » (voir la liste des auteurs).

1. ↑  (en) « [GNU ELPA] Erc version 5.6 », 12 juin 2024 (consulté le 12 janvier 2025)